# Ткач, Василий Павлович
 Василий Павлович Ткач (22.03.1925 — 04.06.2002) — командир пулемётного расчёта 801-го стрелкового полка (235-я стрелковая дивизия), участник Великой Отечественной войны, кавалер ордена Славы трёх степеней.

## Биография
Родился 22 марта 1925 года в бессарабском городе Бельцы одноимённого в составе Румынии, ныне Республики Молдова, в семье рабочего. Украинец.
Образование начальное. Работал подсобником в мясной лавке, затем на мелькомбинате. Пережил оккупацию.
В апреле 1944 года, после освобождения города, был призван в Красную армию Бельцким райвоенкоматом. В действующей армии с сентября 1944 года. В октябре 1944 года был ранен, после выздоровления вернулся в строй.
К январю 1945 года воевал в составе 801-го стрелкового полка 235-й стрелковой дивизии, сначала повозочным, затем — пулемётчиком. Отличился в боях в Восточной Пруссии.
23 января 1945 года в боях за населённый пункт Гросс-Фридрихсдорф (Восточная Пруссия, ныне посёлок Гастеллово Калининградской области) красноармеец Ткач при доставке боеприпасов на передний край обнаружил группу из 15 гитлеровцев. Скрывшись в кустах, внезапно атаковал врага, двумя гранатами и огнём из автомата уничтожил 11 вражеских солдат и 4 взял в плен.
Приказом по частям 235-й стрелковой дивизии от 8 февраля 1945 года красноармеец Ткач Василий Павлович награждён орденом Славы 3-й степени.
С 7 февраля 1945 года 235-я стрелковая дивизия вела наступательные бои, штурмуя оборону противника, севернее города Циммербуде (ныне — Светлый Калининградской области).
В боях 7—8 февраля 1945 года в бою за высоту 52,4 северо-восточнее хутора Ауэрхоф (ныне не существует, 2 км восточнее посёлка Красновка Зеленоградского района) красноармеец Ткач, действуя как наводчик станкового пулемёта, находился впереди пехоты и уничтожил около 10 гитлеровцев. 9 февраля при отражении контратаки, когда около 20 гитлеровцев прорвались через артминомётный огонь и атаковали огневую точку, шквальным огнём станкового пулемёта уничтожил всю группу. В этом бою был ранен, но остался в строю.
Командиром полка был представлен к награждению орденом Отечественной войны 2-й степени, командир дивизии изменил награду на орден Славы 2-й степени.
Приказом по войскам 39-й армии от 5 апреля 1945 года (№ 368) красноармеец Ткач (в наградных документах — Ткачь) Василий Павлович награждён орденом Славы 2-й степени.
Орден остался невручённым. К этому времени дивизия входила в состав другой армии — с марта 1945 года она находилась во втором эшелоне 43-й армии и готовилась к штурму Кёнигсберга.
6—9 апреля 1945 года во время штурма города Кёнигсберг (Восточная Пруссия, ныне Калининград) красноармеец Ткач действовал смело и решительно. Ворвавшись на окраину города, огнём из пулемёта вывел из строя до 18 вражеских солдат и 5 взял в плен. Был представлен к награждению орденом Отечественной войны 2-й степени, но так как в наградном листе не было отметки об ордене Славы 2-й степени, командир дивизии изменил награду.
Приказом по войскам 43-й армии от 16 мая 1945 года (№ 143) красноармеец Ткач Василий Павлович награждён орденом Славы 2-й степени (повторно).
После войны продолжил службу в армии. В марте 1950 года сержант Ткач был демобилизован.
Вернулся в родной город Бельцы, устроился на городской мясокомбинат раздельщиком мяса. Через несколько лет устроился на работу парикмахером в Центральный дом быта, где и проработал до пенсии.
Указом Президиума Верховного Совета от 2 января 1990 года приказ от 16 мая 1945 года был отменён и Ткач Василий Павлович награждён орденом Славы 1-й степени. Стал полным кавалером ордена Славы.
Жил в городе Бельцы (Молдавия). В 1990-х годах был советником примара (мэра) города по ветеранским вопросам. Почётный гражданин города Бельцы.
Скончался 4 июня 2002 года. Похоронен на кладбище города Бельцы по улице Гагарина.

## Награды
- Орден Отечественной войны I степени (11.03.1985)[4]
- орден Славы I степени(02.01.1990)[5]
- орден Славы II степени(05.04.1945)[6]
- орден Славы III степени (08.02.1945)[7]
  - медали, в том числе:
  - «За победу над Германией в Великой Отечественной войне 1941—1945 гг.» (1945)[8]
  - «За взятие Кёнигсберга» (1945)[9]